# Dieter Gieseler
Dieter Gieseler (Münster, 10 de enero de 1941–Amelunxen, 8 de febrero de 2008) fue un deportista alemán que compitió para la RFA en ciclismo en la modalidad de pista, especialista en la prueba de contrarreloj.
Participó en los Juegos Olímpicos de Tokio 1964, obteniendo una medalla de plata en la prueba del kilómetro contrarreloj.

## Medallero internacional
| Representando al Equipo Alemán Unificado |               |                  |                   |
| Juegos Olímpicos                         |               |                  |                   |
| Año                                      | Lugar         | Medalla          | Competición       |
| 1960                                     | Roma (Italia) | Medalla de plata | 1 km contrarreloj |